# Horacio Castellanos Moya
Horacio Castellanos Moya (Tegucigalpa, Honduras, 21 de noviembre de 1957) es un escritor y periodista salvadoreño.

## Biografía
Castellanos Moya nació en Tegucigalpa, Honduras, país de donde era su madre, pero a los cuatro años de edad la familia se mudó a El Salvador, patria de su padre. Allí realizó sus estudios de primaria y secundaria en el marista Liceo Salvadoreño de la capital y luego ingresó a estudiar literatura en la Universidad de El Salvador, pero en 1979 los abandonó y partió al extranjero, primero a la Universidad York de Toronto, Canadá, y después a Costa Rica (1980) y México (1981-1992).
En México trabajó como periodista en la Agencia Salvadoreña de Prensa (Salpress) en los tiempos de la guerra civil de El Salvador (país al que regresó por un breve periodo en 1991 con el proyecto fallido de iniciar una revista) y fue redactor de los diarios El Día y Excélsior, además de corresponsal del periódico hispano La Opinión de Los Ángeles, California. Fue durante su estancia en ese país que escribió su primera novela, La diáspora, que en 1988 ganó el premio otorgado por la Universidad Centroamericana "José Simeón Cañas". 
En 1992 vuelve nuevamente a El Salvador, pero en 1999 se traslada a España: después de la publicación de su novela El asco. Thomas Bernhard en San Salvador (1997), donde expone ácidas críticas a las costumbres y la cultura de El Salvador. Su madre recibió amenazas de muerte dirigidas hacia Castellanos debido al contenido con el que trata algunos temas sensibles; en 2001 vuelve a residir en Ciudad de México.
Entre 2004 y 2006 vivió en Fráncfort, por la invitación del programa Cities of Asylum de dicha ciudad y durante 2009 fue investigador invitado en la Universidad de Tokio. Reside en Estados Unidos, donde enseña en la Universidad de Iowa y es un columnista regular para la revista Sampsonia Way Magazine.
Ha sido distinguido con galardones importantes, como el Iberoamericano de Narrativa Manuel Rojas, y ha sido miembro de jurados literarios, como del I Concurso Hispanoamericano de Cuento Gabriel García Márquez (2014)
Los abuelos maternos de Castellanos Moya fueron los hondureños Horacio Moya Posas, abogado y político ligado al Partido Nacional y la periodista y poeta Emma Moya Posas.

## Obra publicada

### Novelas
- 1989: La diáspora
- 1996: Baile con serpientes
- 1997: El asco. Thomas Bernhard en San Salvador
- 2000: La diabla en el espejo
- 2001: El arma en el hombre
- 2003: Donde no estén ustedes - Saga de la Familia Aragón 1
- 2004: Insensatez
- 2006: Desmoronamiento - Saga de la Familia Aragón 2
- 2008: Tirana memoria - Saga de la Familia Aragón 3
- 2011: La sirvienta y el luchador - Saga de la Familia Aragón 4
- 2013: El sueño del retorno - Saga de la Familia Aragón 5
- 2018: Moronga - Saga de la Familia Aragón 6
- 2022: El hombre amansado - Saga de la Familia Aragón 7

### Cuentos
- 1981: ¿Qué signo es usted, niña Berta?
- 1987: Perfil de prófugo
- 1993: El gran masturbador
- 1995: Con la congoja de la pasada tormenta
- 2004: Indolencia
- 2009: Con la congoja de la pasada tormenta. Casi todos los cuentos
- 2009: Una pequeña libreta de apuntes

### Poesía
- 1978: Poemas
- 1979: La margarita emocionante (seis poetas)[n. 1]
- 1981: Cinco poetas hondureños[n. 2]

### Apuntes autobiográficos, artículos periodísticos, ensayos y otros textos de no ficción
- 1993: Recuento de incertidumbres. Cultura y transición en El Salvador
- 2010: Breves palabras impúdicas. Un ensayo y cuatro conferencias[11]
- 2011: La metamorfosis del sabueso. Ensayos personales y otros textos
- 2015: Cuaderno de Tokio. Los cuervos de Sangenjaya
- 2019: Envejece un perro tras los cristales. Cuaderno de Tokio seguido de Cuaderno de Iowa
- 2021: Roque Dalton: Correspondencia clandestina y otros ensayos, Literatura Random House

### Antologías, compilaciones, recopilaciones
- 2000: El asco. Tres relatos violentos
- 2024: Ensayos y cuadernos

### Textos en antologías
- 1988: Antología del cuento hondureño (edición de Jorge Luis Oviedo)
- 1988: And We Sold the Rain. Contemporary Fiction from Central America (edición de Rosario Santos)
- 1989: El Muro y la intemperie. El nuevo cuento latinoamericano (edición de Julio Ortega)
- 1997: Las horas y las hordas. Antología del cuento latinoamericano del siglo XXI (edición de Julio Ortega)
- 2000: Cuentos centroamericanos (edición de Poli Délano)
- 2003: Los centroamericanos. Antología de cuentos (edición de José Mejía)
- 2003: Pequeñas resistencias 2. Antología del cuento centroamericano contemporáneo (edición de Enrique Jaramillo Levi)
- 2004: Cicatrices. Un retrato del cuento centroamericano (edición de Werner Mackenbach)
- 2004: Granta en español/3. La última frontera (edición de Valerie Miles y Aurelio Major)
- 2004: Narrativa contemporánea de la América Central. Antología (edición de Manuel Salinas Paguada)
- 2004: Los escritores y la creación en Hispanoamérica (edición de Fernando Burgos)
- 2007: Cuentos eróticos de San Valentín (edición de Ana Estevan)
- 2007: Words without Borders. The World through the Eyes of Writers: An Anthology (edición de Samantha Schnee, Alane Salierno Mason y Dedi Felman)
- 2007: Tiempo de narrar. Cuentos centroamericanos (edición de Francisco Alejandro Méndez)
- 2008: Voci Migranti. Storie di esili e di esiliati (edición de Marco Ottaiano)
- 2010: Con la sangre despierta. El primer arribo a esa ciudad narrado por once escritores latinoamericanos (edición de Juan Manuel Villalobos)
- 2012: Puertos Abiertos. Antología de cuento centroamericano (edición de Sergio Ramírez)
- 2012: Mil bosques en una bellota (edición de Valerie Miles)
- 2013: The Contemporary Spanish-American Novel. Bolaño and After (edición de Will H. Corral)
- 2013: Disturbios en la tierra sin mal. Violencia, política y ficción en América Latina (edición de Daniel Nemrava)
- 2014: A Thousand Forests In One Acorn. An Anthology of Spanish-Language Fiction (edición de Valerie Miles)
- 2017: Bogotá contada 4

## Premios y reconocimientos
- 1998: Premio Nacional de Novela, Universidad Centroamericana José Simeón Cañas, por La diáspora
- 2009: XXVIII Northern California Book Award, por Insensatez
- 2014: Premio Iberoamericano de Narrativa Manuel Rojas
- 2021: Su legado tiene asignada la Caja de las Letras n.º 696 del Instituto Cervantes, entregándose[12] la llave conmemorativa el 14 de septiembre de 2021.